# Ghiacciaio Marla
Il ghiacciaio Marla (in inglese Marla Glacier) è un ghiacciaio lungo 14 km e largo 1,5, situato sulla costa orientale della penisola Trinity, nella parte settentrionale della Terra di Graham, in Antartide. In particolare, il ghiacciaio si trova sul versante nord-orientale dell'altopiano Detroit, a sud del ghiacciaio Aitkenhead e a nord del ghiacciaio Diplock, e da qui fluisce verso sud-est lungo il versante orientale del picco Povien, virando poi a est, scorrendo tra il monte Roberts e lo sperone Bezenšek, e infine entrando nel canale del Principe Gustavo.

## Storia
Il ghiacciaio Marla è stato così battezzato dalla Commissione bulgara per i toponimi antartici in onore del fiume di Marla, nella Bulgaria settentrionale. 